# Seweryn Gancarczyk
Seweryn Gancarczyk (Dębica, 22 novembre 1981) è un ex calciatore polacco, di ruolo difensore.

## Carriera

### Club
Iniziò a giocare a calcio molto presto. Dopo aver militato in squadre minori polacche come il Podkarpackie Pustynia e l'Hetman Zamość, nel 2002 si trasferì in Ucraina, passando all'Arsenal Kiev. Dopo una breve parentesi al Volyn' Luc'k, nel 2006 fu acquistato dal Metalist Charkiv, arrivando ad ottenere il ruolo di vicecapitano della squadra.
Nel 2007 è stato eletto miglior terzino sinistro in Ucraina.
Nell'inverno del 2008 ottenne un provino con il Celtic, ma a causa di un infortunio non ebbe modo di sostenerlo e pertanto ritornò al Metalist.

### Nazionale
Il 2 maggio 2006 ha debuttato nella Nazionale di calcio polacca, in occasione dell'incontro amichevole perso contro la Lituania per 0-1. Poco tempo dopo è stato convocato per partecipare alla fase finale del campionato del mondo 2006 in Germania.
Nell'ottobre 2009 con la maglia della sua nazionale segna, suo malgrado, un'autorete durante l'ultima partita del girone di qualificazione ai mondiali di calcio 2010 contro la Slovacchia. La partita termina 1-0 per gli slovacchi, che proprio grazie a questa marcatura raggiungono per la prima volta la fase finale di un mondiale.

## Statistiche

### Cronologia presenze e reti in nazionale
| Cronologia completa delle presenze e delle reti in nazionale ― Polonia | Cronologia completa delle presenze e delle reti in nazionale ― Polonia | Cronologia completa delle presenze e delle reti in nazionale ― Polonia | Cronologia completa delle presenze e delle reti in nazionale ― Polonia | Cronologia completa delle presenze e delle reti in nazionale ― Polonia | Cronologia completa delle presenze e delle reti in nazionale ― Polonia | Cronologia completa delle presenze e delle reti in nazionale ― Polonia | Cronologia completa delle presenze e delle reti in nazionale ― Polonia |
| Data                                                                   | Città                                                                  | In casa                                                                | Risultato                                                              | Ospiti                                                                 | Competizione                                                           | Reti                                                                   | Note                                                                   |
| ---------------------------------------------------------------------- | ---------------------------------------------------------------------- | ---------------------------------------------------------------------- | ---------------------------------------------------------------------- | ---------------------------------------------------------------------- | ---------------------------------------------------------------------- | ---------------------------------------------------------------------- | ---------------------------------------------------------------------- |
| 2-5-2006                                                               | Bełchatów                                                              | Polonia                                                                | 0 – 1                                                                  | Lituania                                                               | Amichevole                                                             | -                                                                      |                                                                        |
| 14-5-2006                                                              | Wronki                                                                 | Polonia                                                                | 4 – 0                                                                  | Fær Øer                                                                | Amichevole                                                             | -                                                                      | 46’                                                                    |
| 16-8-2006                                                              | Odense                                                                 | Danimarca                                                              | 2 – 0                                                                  | Polonia                                                                | Amichevole                                                             | -                                                                      | 46’                                                                    |
| 9-9-2009                                                               | Maribor                                                                | Slovenia                                                               | 3 – 0                                                                  | Polonia                                                                | Qual. Mondiali 2010                                                    | -                                                                      | 61’                                                                    |
| 10-10-2009                                                             | Praga                                                                  | Rep. Ceca                                                              | 2 – 0                                                                  | Polonia                                                                | Qual. Mondiali 2010                                                    | -                                                                      |                                                                        |
| 14-10-2009                                                             | Chorzów                                                                | Polonia                                                                | 0 – 1                                                                  | Slovacchia                                                             | Qual. Mondiali 2010                                                    | -                                                                      | [ 2 ]                                                                  |
| 18-11-2009                                                             | Stettino                                                               | Polonia                                                                | 1 – 0                                                                  | Canada                                                                 | Amichevole                                                             | -                                                                      |                                                                        |
| Totale                                                                 |                                                                        | Presenze                                                               | 7                                                                      |                                                                        | Reti                                                                   | 0                                                                      |                                                                        |

## Palmarès

### Club

#### Competizioni nazionali
- Ekstraklasa: 1

Lech Poznań: 2009-2010